# キタノヒカリ
キタノヒカリは、日本の競走馬、繁殖牝馬。おもな重賞勝ち鞍は朝日杯3歳ステークス。サラブレッド系種（サラ系）という血統面のハンデを跳ね返し、繁殖牝馬としても大きな成功を収めた。

## 経歴
- 馬齢は旧表記に統一

### 誕生
1954年5月25日に誕生。半兄に中山大障害（秋）優勝馬アシガラヤマ（父・月友）、全兄に朝日杯3歳ステークス・菊花賞・天皇賞（春）の優勝馬キタノオー、全弟に菊花賞優勝馬キタノオーザがいる。
この様に、競走成績は優秀な兄弟を持つキタノヒカリであったが、アシガラヤマ・キタノオー・キタノオーザが繁殖で苦闘する元凶となった母系がサラ系と言うハンデを抱えていた。

### 現役時代
1956年10月6日にデビューしたが、当初はなかなか勝ち切れず3連闘3連敗。初勝利は1ヵ月後の11月4日開催の未勝利戦であるが、それまでデビュー戦も含め4戦という過酷なローテーションだった。次走以降を1着・4着としたキタノヒカリは、前年に兄キタノオーが制した朝日杯3歳ステークスに挑むこととなった。
人気こそ5番人気の穴人気だったが、レースはラプソデー（翌年の菊花賞優勝馬）、セルローズ（後の天皇賞（秋）優勝馬）・カズヨシ（翌年の皐月賞優勝馬）を相手に優勝。朝日杯兄妹制覇を成し遂げた。
ところが、翌年以降は勝利を挙げられず、クラシック未出走のまま4歳シーズンを最後に競走馬を引退した。

### 引退後
競走生活は不完全燃焼で終わったキタノヒカリであったが、繁殖牝馬としてアイテイオーが優駿牝馬（オークス）を制覇し、自身が出走できなかった八大競走の優勝馬となった。さらに、北海道3歳ステークスに優勝した牡駒キタノダイオーが7戦無敗のまま種牡馬となり、男兄弟達が果たせなかった血統の後継を果たした。
また、本馬の曾孫にあたるヒカリデユールは1982年の有馬記念を勝ち、同年の優駿賞年度代表馬に選出されている。さらに同じく本馬の曾孫にあたるキョウワサンダーは1984年のエリザベス女王杯を勝ち、サラブレッド系種として唯一のGⅠ級競走優勝馬となっている。

## 血統表
| キタノヒカリの血統（ブランドフォード系 / St.Simon5×5 6.25%） | キタノヒカリの血統（ブランドフォード系 / St.Simon5×5 6.25%） | キタノヒカリの血統（ブランドフォード系 / St.Simon5×5 6.25%） | （血統表の出典）       | （血統表の出典） |
| 父 トサミドリ 1946 鹿毛                                      | 父の父*プリメロ Primero 1931 鹿毛                            | Blandford                                                    | Swynford               | Swynford         |
| 父 トサミドリ 1946 鹿毛                                      | 父の父*プリメロ Primero 1931 鹿毛                            | Blandford                                                    | Blanche                |                  |
| 父 トサミドリ 1946 鹿毛                                      | 父の父*プリメロ Primero 1931 鹿毛                            | Athasi                                                       | Farasi                 | Farasi           |
| 父 トサミドリ 1946 鹿毛                                      | 父の父*プリメロ Primero 1931 鹿毛                            | Athasi                                                       | Athgreany              |                  |
| 父 トサミドリ 1946 鹿毛                                      | 父の母*フリッパンシー Flippancy 1924 鹿毛                    | Flamboyant                                                   | Tracery                | Tracery          |
| 父 トサミドリ 1946 鹿毛                                      | 父の母*フリッパンシー Flippancy 1924 鹿毛                    | Flamboyant                                                   | Simonath               |                  |
| 父 トサミドリ 1946 鹿毛                                      | 父の母*フリッパンシー Flippancy 1924 鹿毛                    | Slip                                                         | Robert Le Diable       | Robert Le Diable |
| 父 トサミドリ 1946 鹿毛                                      | 父の母*フリッパンシー Flippancy 1924 鹿毛                    | Slip                                                         | Snip                   |                  |
| 母 バウアーヌソル 1938 鹿毛 （サラ系）                       | 母の父*トウルヌソル Tournesol 1922 鹿毛                      | Gainsborough                                                 | Bayardo                | Bayardo          |
| 母 バウアーヌソル 1938 鹿毛 （サラ系）                       | 母の父*トウルヌソル Tournesol 1922 鹿毛                      | Gainsborough                                                 | Rosedrop               |                  |
| 母 バウアーヌソル 1938 鹿毛 （サラ系）                       | 母の父*トウルヌソル Tournesol 1922 鹿毛                      | Soliste                                                      | Prince William         | Prince William   |
| 母 バウアーヌソル 1938 鹿毛 （サラ系）                       | 母の父*トウルヌソル Tournesol 1922 鹿毛                      | Soliste                                                      | Sees                   |                  |
| 母 バウアーヌソル 1938 鹿毛 （サラ系）                       | 母の母*バウアーストック 1923 黒鹿毛 （サラ系）               | Baverstock                                                   | Maltster               | Maltster         |
| 母 バウアーヌソル 1938 鹿毛 （サラ系）                       | 母の母*バウアーストック 1923 黒鹿毛 （サラ系）               | Baverstock                                                   | Wakeful                |                  |
| 母 バウアーヌソル 1938 鹿毛 （サラ系）                       | 母の母*バウアーストック 1923 黒鹿毛 （サラ系）               | Frivolity                                                    | Charlemagne            | Charlemagne      |
| 母 バウアーヌソル 1938 鹿毛 （サラ系）                       | 母の母*バウアーストック 1923 黒鹿毛 （サラ系）               | Frivolity                                                    | Lady Florence F-No.8-e |                  |